# Endeavor Air
Endeavor Air – amerykańska regionalna linia lotnicza z siedzibą w Fort Snelling, w stanie Minnesota. Wykonuje loty pod marką Delta Connection na zlecenie Delta Air Lines.

## Flota
Według stanu na marzec 2025 flota Endeavor Air składała się z 143 samolotów o średnim wieku 15,4 lat:
| Samolot            | Samolot | Samolot   | Liczba miejsc | Liczba miejsc | Liczba miejsc | Uwagi |
| Model              | Aktywne | Zamówione | B             | E             | Łącznie       | Uwagi |
| ------------------ | ------- | --------- | ------------- | ------------- | ------------- | ----- |
| Bombardier CRJ-700 | 20      | -         | 9             | 60            | 69            |       |
| Bombardier CRJ-900 | 122     | -         | 12            | 58            | 70            |       |
| Bombardier CRJ-900 | 122     | -         | 12            | 64            | 76            |       |
| Embraer ERJ-175    | 1       | -         | 12            | 64            | 76            |       |
| Łącznie            | 143     | 0         |               |               |               |       |